# Josef Maria Kadlec
Josef Miloslav Kadlec (29. dubna 1889 Příbram – 13. května 1952 Praha) byl český učitel matematiky a fyziky, posléze diplomat Československa. Po vzniku Československa působil mj. jako jeden z prvních čs. diplomatů v Bělehradě, v Albánii či Britské Palestině, po roce 1945 potom jako velvyslanec v Iráku a Íránu.

## Život

### Mládí
Narodil se ve středočeské Příbrami. Po vychození obecné školy absolvoval reálku na Královských Vinohradech a následně nastoupil ke studiu na Filozofické fakultě Karlo-Ferdinandovy univerzity v Praze, obor učitelství matematiky a fysiky pro vyšší třídy středních škol. Po zkušebním roce na reálce ve Vršovicích působil ve školním roce 1913—1914 jako smluvní profesor na II. bělehradském gymnáziu v Srbsku. Ve zjitřené atmosféře před první světovou válkou se zde zapojil do tzv. prvního československého odboje, kdy odsud obstarával spojení pro poslance Říšské rady Václavu Klofáčovi a srbských vládních kruhů. Po začátku války se vrátil do Prahy, kde byl ustanoven při reálce v Karlíně, od roku 1915 pak působil na státní vyšší průmyslové škole v Praze.

### Vyslanec Československa
Posléze se stal kariérním diplomatem při rezortu ministerstva zahraničních věcí ČSR. Od května 1919 do konce roku 1921 byl prvním legátním tajemníkem na velvyslanectví ČSR v Bělehradě, od roku působil jako konzul ČSR ve Varně, pak krátkou dobu v Ruščuku, od března 1925 pak opět jako konzul v Tiraně, jako první diplomatický zástupce Československa v Albánii. Od roku 1932 působil jako konzul (od roku 1935 jako generální konzul) ČSR v Jeruzalémě v Britské Palestině, kde nahradil prvního zdejšího konzula Vladimíra Frice.
Po událostech Mnichovské dohody roku 1938 a německé okupace Čech, Moravy a Slezska dopomohl ve spolupráci s exilovou vládou Edvarda Beneše v Londýně s vybudování čs. zahraničního odboje na Blízkém východě. Po skončení války působil v letech 1946 až 1947 jako velvyslanec v Iráku a Íránu. Práce ve státní službě byla přerušena událostmi února 1948, po kterých byl Kadlec z ministerstva roku 1949 propuštěn. Jeho rodina byla pak nadále politicky perzekvována, mj. Kadlecův syn nemohl pro svůj původ dokončit studium medicíny.
Byl autorem několika učebnic matematiky a fyziky v srbochorvatštině. Byl členem politické strany národních socialistů.

### Úmrtí
Josef Miloslav Kadlec zemřel 13. května 1952 v Praze ve věku 63 let.